# Ternowaner Wald
Der Ternowaner Wald, slowenisch Trnovski gozd (von trn ’Dorn und gozd ‚Wald‘, also „Dornwald“) oder Trnovska planota (Hochland), ist ein mittelgebirgiger Bergzug am südöstlichen Rand der Julischen Alpen respektive Nordrand des Karst im Südwesten Sloweniens. Der höchste Punkt des Ternowaner Waldes ist der 1495 m hohe Berg Mali Golak.

## Lage
Das Hügelgebiet liegt etwa 50 Kilometer westlich von Ljubljana, 35 Kilometer nordöstlich von Triest, östlich von Gorica (Gorizia, Görz) und nördlich des Vipavatals bei Ajdovščina. Es erstreckt sich mit Höhen um 700–1000 Meter über 35 km bis vor Logatec.

## Geologie und Hydrographie
Der Ternowaner Wald liegt am Südrand der Julischen Alpen und gehört als Teil des Dinarischen Gebirges zusammen mit dem südöstlich anschließenden Birnbaumer Wald (slow. Hrušica) zum Karstgebiet der Innerkrain. Beide Regionen markieren als südalpine Mittelgebirge einen Teil des Alpenrandes, traditionell werden sie auch noch zu den Julischen Alpen gerechnet. Geologisch sind sie Stufen des nach Süden hin überschobenen südalpinen Deckensystems. Der Raum wird dem Alpinen Karst oder Hochkarst zugeordnet und ist von vielen Höhlensystemen durchzogen, die zu den längsten der Welt zählen. Hier finden sich bis zu 100 m tiefe Dolinen mit Vegetationsumkehr. Im Ostteil liegt die große Hochebene Črnovška planota.
Der westliche Teil des Ternowaner Waldes bildet zusammen mit dem Ostteil, dem Hinterland der Hubl (Hubelj) bei Ajdovščina und der Hochebene von Schwarzenberg (Črni vrh), sowie dem nordwestlich liegenden Hinterland der Banschitz (Banjšice; Banjška planota), und südöstlich Birnbaumer Wald (Hrušica) und Nanos eine hydrogeologische Einheit, deren Karstwasserkörper von mesozoischen Dachsteinkalken und Kalkbreccien bestimmt ist. Diese bilden hochporöse Karstgrundwasserleiter mit hoher hydraulischer Leitfähigkeit. Es handelt sich dabei durchwegs um tiefen Karst. Die Entwässerung nahezu des gesamten Gebietes erfolgt in der Tiefe zur Vipava (Wippach) nach Süden, sonst oberflächlich zur Soča (Isonzo) nach Westen und zur Idrijca nach Norden.

## Klima, Vegetation und Naturschutz
Klimatisch liegt der Ternowaner Wald an der Grenze zwischen dem gemäßigten Kontinentalklima und dem inländisch-submediterranen Klima des Wippachtales. Das Gebiet zählt zu den niederschlagsreichsten Regionen Sloweniens (bis über 2000 mm).
Die Vegetation der dünn besiedelten Region ist Teil des forstwirtschaftlich genutzten Dinarischen Tannen-Buchenwaldes. 
Der Ternowaner Wald bildet zusammen mit dem Nanos das Natura-2000-Gebiet Trnovski gozd-Nanos, im Nordosten, am Oberlauf der Idrijca, liegt der Idrijca-Landschaftsschutzpark (Krajinski park Zgornja Idrijca). Die Südflanke am Vipavatal ist der Ternowaner Landschaftsschutzpark (Južni obronki Trnovskega gozda).
Nördlich des Prapod liegt im Inneren des Plateaus das Waldreservat Smrečje v Trnovskem gozdu – mrazišče.
Im Ternowaner Wald liegt das europäische Vogelschutzgebiet Trnovski gozd.

## Geschichte, Wirtschaft und Verkehr
Nach dem Aussterben der Grafen von Görz kam die Region im Jahre 1335 als Teil der Krain zum Habsburgerreich und blieb dadurch bei allen Erbteilungen ein Teil Innerösterreichs.
Bis in die Neuzeit hinein war ein wichtiger Erwerbszweig die Produktion von Holzkohle. Auf dem Hochkarst kommen Ansammlungen von Eis in Schachthöhlen vor, das in der Vergangenheit bergmännisch abgebaut und exportiert wurde. Am bekanntesten ist die 385 m tiefe und 1550 m lange Große Eishöhle in Paradana, deren Eis bis nach Ägypten exportiert wurde.